# Académie des sciences et des arts de la République serbe
L'Académie des sciences et des arts de la République serbe (en serbe cyrillique : Академија наука и умјетности Републике Српске ; en serbe latin : Akademija nauka i umjetnosti Republike Srpske ; en abrégé : ANURS) est la plus importante institution scientifique et artistique de la république serbe de Bosnie. Créée en 1996, elle a son siège à Banja Luka. Elle est actuellement présidée par Rajko Kuzmanović, qui, de 2007 à 2010, a été président de la république serbe de Bosnie. L'académie est divisée en quatre départements : sciences sociales, art et littérature, sciences médicales et sciences mathématiques, naturelles et techniques.

## Fondation
L'assemblée constitutive de l'Académie s'est réunie le 11 octobre 1996. Parmi les 65 membres de cette assemblée figuraient Aleksandar Despić, président de l'Académie serbe des sciences et des arts (SANU), Dragutin Vukotić, président de l'Académie monténégrine des sciences et des arts (CANU) et Čedomir Popov, président de l'Académie serbe des arts et des sciences de Novi Sad.

## Membres actuels (janvier 2021)

### Département des sciences sociales
- Rajko Kuzmanović (né en 1931), juriste (droit constitutionnel)
- Aleksa Buha (né en 1939), philosophe (philosophie allemande)
- Drago Branković (né en 1945), pédagogie et didactique, secrétaire de la section
- Vitomir Popović (né en 1956), juriste (droit privé), secrétaire adjoint
- Snežana Savić (née en 1958), juriste

#### Membre correspondant
- Rajko Tomaš (né en 1955), économiste

#### Membres non résidents
- Desanka Kovačević-Kojić (née en 1925), histoire médiévale
- Nikola Popović (né en 1939), histoire du XXe siècle

#### Membre correspondant non résident
- Dušan Berić (né en 1948), histoire serbe et balkanique du XVIIIe siècle à 1918

#### Membres étrangers
- Jaime Gil Aluja (né en 1936), ancien professeur d'économie à l'université de Barcelone (économie, finance, gestion, gestion d'entreprise)
- Elena Guskova (née en 1949), chef du Centre d'étude de la crise balkanique contemporaine à l'Institut d'études slaves de l'Académie des sciences de Russie
- Vlado Kambovski (né en 1948), professeur de droit à l'université de Skopje (droit pénal)
- Zoran Lakić (né en 1933), professeur d'histoire émérite à l'université du Monténégro (histoire de la Yougoslavie)
- Miodrag Orlić (né en 1939), professeur de droit à la Faculté de droit de l'université de Belgrade (droit civil)
- Nikola Potkonjak (né en 1924), pédagogie, membre de l'Académie serbe de l'éducation et Académie des sciences pédagogiques et sociologiques de Moscou
- Predrag Puzović (né en 1950), professeur à la Faculté de théologie orthodoxe de l'université de Belgrade (histoire de l'Église orthodoxe serbe)
- Slavenko Terzić (né en 1949), historien (histoire du peuple serbe au XIXe siècle et histoire des Balkans), membre de l'Académie serbe des sciences et des arts, ambassadeur de Serbie à Moscou
- Igor Trunov (né en 1961), professeur de droit à l'université d'État de Moscou (protection des droits de la personne dans le domaine du droit de la procédure pénale)
- Mirko Vasiljević (né en 1949), professeur de droit à la Faculté de droit de l'université de Belgrade
- Nenad Vunjak (né en 1951), économiste, professeur et doyen de la Faculté d'économie de Subotica
- Radovan Vukadinović (né en 1953), professeur de droit à l'Université de Kragujevac (droit international des affaires et droit de l'Union européenne)
- Dragan Simeunović (né en 1953), professeur à la Faculté de sciences politiques de l'université de Belgrade

### Département d'art et de littérature
- Gojko Đogo (né en 1940), écrivain, poète, essayiste
- Branko Letić (né en 1943), histoire de la littérature, ancien professeur à l'université d'Istočno Sarajevo, à l'université de Niš et à l'université de Banja Luka
- Rajko Petrov Nogo (né en 1945), écrivain, poète et critique
- Vojislav Maksimović (né en 1935), histoire de la littérature, science des bibliothèques, ancien professeur à l'université de Sarajevo et à l'université d'Istočno Sarajevo
- Slobodan Remetić (né en 1945), dialectologie, langue serbe, ancien professeur à l'université de Niš
- Milivoje Unković (né en 1944), peintre, sculpteur

#### Membre correspondant
- Ranko Popović (né en 1961), professeur à la Faculté de philologie de l'université de Banja Luka (littérature serbe du XXe siècle)

#### Membre non résident
- Staniša Tutnjević (né en 1942), professeur d'université et conseiller scientifique à l'Institut de littérature et d'art de Belgrade (histoire de la littérature)

#### Membres correspondants non résidents
- Miroslav Toholj (né en 1957), écrivain
- Sreto Tanasić (né en 1949), conseiller scientifique de l'Institut de langue serbe de l'Académie serbe des sciences et des arts, ancien professeur à la Faculté de philosophie à l'université de Niš (syntaxe de la langue serbe moderne, langue standard et culture linguistique)

#### Membres étrangers
- Nikola Cekić (né en 1949), professeur à l'université de Niš et à l'université de Banja Luka (conception architecturale)
- Peter Handke (né en 1942), écrivain, auteur dramatique (Autriche)
- Radovan Kragulj (né en 1936), peintre
- Emir Kusturica (né en 1954), réalisateur, musicien (Serbie, France)
- Marko Mušič (né en 1941), architecte, membre de l'Académie européenne des sciences et des arts, membre correspondant de l'Académie monténégrine des sciences et des arts et membre correspondant de l'Académie croate des sciences et des arts (Slovénie)
- Darko Tanasković (né en 1948), philologue, professeur à l'université de Belgrade et à l'université de Banja Luka, ambassadeur de Serbie auprès de l'UNESCO (études arabes, études turques, études iraniennes, études comparatives orientales, islamologie)
- Mihailo Vukas (né en 1939), écrivain, professeur à la Faculté de médecine de l'université de Belgrade et à l'université de Kragujevac

### Département des sciences médicales
- Dragan Danelišen (né en 1941), chirurgie néonatale, ancien professeur à l'université de Banja Luka
- Drenka Šećerov-Zečević (née en 1933), anatomie humaine, ancien professeur à l'université de Sarajevo
- Mirko Šošić (né en 1935), chirurgie du thorax, ancien professeur à l'université de Sarajevo et à l'université d'Istočno Sarajevo
- Marko Vuković (né en 1936), chirurgie, traumatologie, ancien professeur à l'université de Sarajevo et à l'université d'Istočno Sarajevo

#### Membres correspondants
- Slavica Jandrić (née en 1952), médecine physique, réadaptation et physiatrie, professeur à l'université de Banja Luka
- Veljko Marić (né en 1953), chirurgie, professeur à l'université de Foča et à l'université d'Istočno Sarajevo
- Duško Vulić (né en 1960), cardiologie, professeur à l'université de Banja Luka

#### Membre non résident
- Vojko Đukić (né en 1955), otorhinolaryngologie, professeur à l'université de Banja Luka et à l'université de Belgrade

#### Membres correspondants non résidents
- Gordana Stevanović (née en 1947), pathologie, professeur à l'université de Belgrade et à l'université de Californie
- Milan Jokanović (né en 1955), toxicologie, professeur à l'université de Niš

#### Membres étrangers
- Predrag Đorđević (né en 1940), médecine interne, ancien professeur à l'université de Belgrade
- Dragan Micić (né en 1950), endocrinologie, professeur à l'université de Belgrade, membre de l'Académie serbe des sciences et des arts
- Miodrag Ostojić (né en 1946), cardiologie, ancien professeur à l'université de Belgrade, membre de l'Académie serbe des sciences et des arts
- Predrag Peško (né en 1955), chirurgie, professeur à l'université de Belgrade et à l'université de Heidelberg, membre de l'Académie serbe des sciences et des arts
- Rajko Igić (né en 1937), pharmacologie, ancien professeur d'université
- Vladimir Kanjuh (né en 1929), pathologie cardiovasculaire, ancien professeur à l'université de Belgrade, membre de l'Académie serbe des sciences et des arts
- Nebojša Lalić (né en 1958), endocrinologie et diabétologie, professeur à l'université de Belgrade
- Predrag Milojević (né en 1961), chirurgie cardiaque, professeur à l'université de Belgrade
- Ljubiša Rakić (né en 1931), neurologie, ancien professeur à université de Belgrade, membre de l'Académie serbe des sciences et des arts
- Nathan Wong (né en 1961), cardiologie, professeur à l'université de Californie
- Srboljub Živanović (né en 1933), anatomie et physiologie, ancien professeur d'université

### Département des sciences mathématiques, naturelles et techniques
- Neđo Đurić (né en 1955), géologie, professeur d'université et conseiller scientifique à l'Institut technique de Bijeljina
- Vaskrsija Janjić (né en 1944), phytopharmacie et herboristerie, professeur à l'université de Banja Luka et conseiller scientifique à l'Institut des pesticides et de la protection de l'environnement de Zemun
- Dragoljub Mirjanić (né en 1954), physique, professeur à l'université de Banja Luka
- Milivoje Nadaždin (né en 1932), alimentation et nutrition animale, ancien professeur à l'université de Sarajevo et à l'université de Belgrade
- Novo Pržulj (né en 1956), génétique et élevage, professeur à la Faculté d'agriculture de l'université de Banja Luka et conseiller scientifique à l'Institut des grandes cultures et des cultures maraîchères de Novi Sad
- Branko Škundrić (né en 1934), chimie physique, cinétique et catalyse, ancien professeur à l'université de Sarajevo et à l'université de Banja Luka

#### Membres correspondants
- Zoran Mitrović (né en 1969), analyse mathématique et applications, professeur à l'université de Banja Luka
- Esad Jakupović (né en 1950), matériaux et énergétique, professeur à l'université paneuropéenne Apeiron de Banja Luka

#### Membre correspondant non résident
- Jovan Šetrajčić (né en 1951), physique théorique, professeur à l'université de Novi Sad et à l'université de Banja Luka

#### Membres étrangers
- Filip Govorov Paramonovič, sciences techniques (Ukraine)
- Gilbert Fayl (né en 1937), philosophie de la physique
- Aleksandar Grubić (né en 1929), géologie, ancien professeur à l'université de Belgrade
- Ilya Nejkov Nemigenchev (né en 1943), génie électrique et électronique, professeur à l'université de Grabovo
- Tomislav Pavlović (né en 1949), physique, professeur à l'université de Niš
- Milovan Pecelj (né en 1949), géographie physique, professeur à l'université d'Istočno Sarajevo et à l'université de Belgrade
- Stane Pejovnik (né en 1946), science des matériaux, ancien professeur à l'université de Ljubljana
- Gerald Pollack (né en 1940), génie biologique, ancien professeur à l'Université de Washington
- Milinko Šaranović (né en 1929), théorie des champs magnétiques, ancien professeur à l'université de Podgorica
- Dragan Škorić (né en 1937), génétique et sélection des plantes agricoles, ancien professeur de la Faculté d'agriculture de l'université de Novi Sad
- Jasmina Vujić (née en 1953), énergie nucléaire, directrice du Consortium pour les sciences nucléaires et la sécurité à l'université de Berkeley

## Anciens membres
- Milorad Ekmečić (1928-2015), histoire moderne
- Svetozar Koljević (1930-2016), professeur à l'université de Sarajevo et à l'université de Banja Luka (littérature anglaise et littérature comparée)
- Vojislav Lubarda (1930-2013), écrivain, romancier
- Rade Mihaljčić (1937-2020), histoire médiévale
- Đuro Tošić (1946-2019), histoire médiévale
- Milan Vasić (1928-2003), historien, ancien président de l'Académie des sciences et des arts de la République serbe
- Radovan Vučković (1935-2016), littérature yougoslave et serbe du XXe siècle, professeur à l'université de Sarajevo
- Ljubomir Zukovic (1937-2019), histoire de la littérature populaire serbe, professeur à l'université de Sarajevo et à l'université d'Istočno Sarajevo